# Charles Fefferman
Pour les articles homonymes, voir Feferman.
Charles Louis Fefferman, né le 18 avril 1949 à Washington, DC, est un mathématicien renommé de l'université de Princeton.

## Biographie
Il reçoit la médaille Fields en 1978 pour ses travaux en analyse, ainsi que le prix Salem (1971), le prix Stefan Bergman (1992), le prix Bôcher (2008) et le prix Wolf (2017) qu'il partage avec Richard Schoen. Il a notamment contribué à établir des résultats en analyse complexe multi-dimensionnelle à partir de généralisations de résultats établis en analyse complexe de basse dimension. Charles Fefferman a travaillé sur des sujets comme les équations aux dérivées partielles ou l'analyse de Fourier.
Fefferman est aussi connu pour son impressionnante précocité. Il est le deuxième plus jeune mathématicien dans une université américaine avec sa nomination comme professeur de l'université de Chicago à 22 ans. Charles Fefferman est considéré comme un enfant prodige. Il a écrit son premier article scientifique à l'âge de 15 ans. Il a reçu sa licence de physique et de mathématiques de l'université du Maryland à 17 ans et son doctorat de l'université de Princeton (sous la direction d'Elias Stein) à 20 ans.
À 24 ans, il retourne à Princeton pour enseigner en tant que professeur de mathématiques. Il occupe encore actuellement ce poste.